# Rhynchostegium duthiei
Rhynchostegium duthiei là một loài rêu trong họ Brachytheciaceae. Loài này được Müll. Hal. ex Dixon mô tả khoa học đầu tiên năm 1937.